# Субкорнеальный пустулез Снеддона — Уилкинсона
Субкорнеальный пустулез Снеддона — Уилкинсона — редкий хронический рецидивирующий дерматоз, который проявляется высыпанием пустул и везикул на коже туловища и конечностей.
Впервые заболевание было описано в 1872 году австрийским дерматологом, однако, только в 1956  году  И. Снеддон и Д. Вилкинсон выделили его из группы неклассифицированных пустулезных высыпаний.

## Эпидемиология
Заболеванием чаще страдают женщины в возрасте от 30 до 60 лет. В литературе были описаны случаи возникновения заболевания в детском возрасте. Заболевание продолжается долгое время и может обретать хронический характер.

## Этиология
Этиология заболевания не известна. Большое значение в возникновении болезни придают эндокринным (тиреотоксикоз, нарушение менструального цикла у женщин) и неврогенным нарушениям.

## Клиническая картина
Заболевание начинается внезапно с появления поверхностных плоских пустул диаметром 2-5 мм. На нижней части пустулы часто скапливается гной. Пустулы очень быстро вскрываются с образованием эрозий. В некоторых случаях происходи инфицирование очагов поражения. Чаще всего сыпь локализуется на складках кожи, шеи, туловище, проксимальных отделах конечностей.

## Дифференциальная диагностика
Дифференциальную диагностику проводят со следующими заболеваниями:
- герпетиформный дерматит Дюринга;
- болезнь Хейли — Хейли;
- бактерид Эндрюса;
- некролитическая мигрирующая эритема;
- острый генерализованный экзантематозный пустулез;
- пемфигус IgA[4].

## Диагностика
Диагноз ставится на основании цитологического, микробиологического и гистологического исследований.

## Лечение
В первой линии терапии применяют противолепрозные средства (дапсон). В результате терапии наступает полная или частичная ремиссия. Во второй линии терапии применяют системные глюкокортикостероиды, ретиноиды.